# Mike Ness

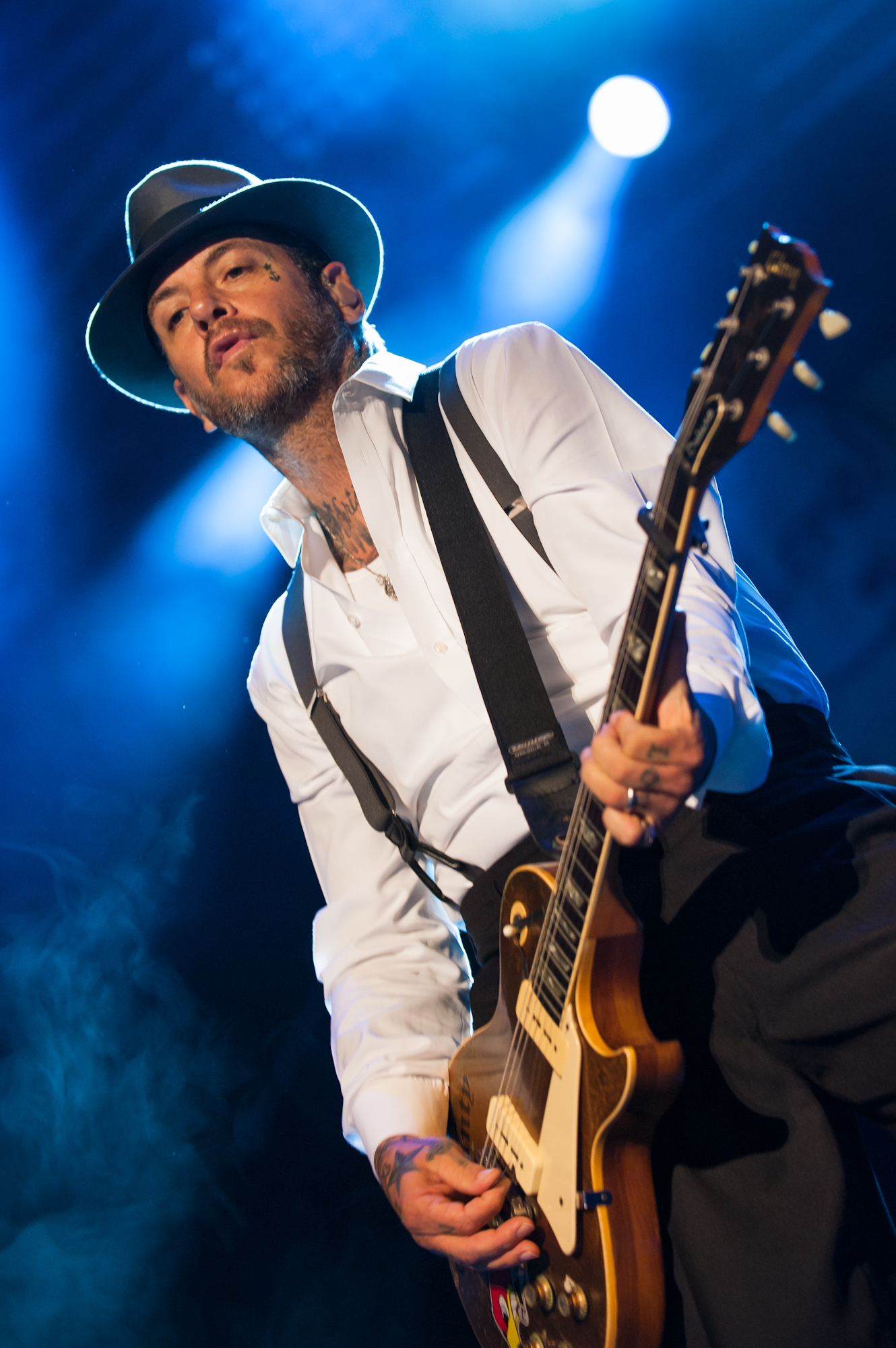
Mike Ness (2012)

Mike Ness (2005)

Mike Ness (eigentlich Michael James Ness) (* 3. April 1962 in Stoneham) ist ein US-amerikanischer Gitarrist und Sänger. Er ist Frontmann der Punk-Band Social Distortion.

## Leben
Ness wurde in Stoneham (Massachusetts) geboren und ist in Orange County (Kalifornien) aufgewachsen. Er wurde mit 15 Jahren von seinen Eltern hinausgeworfen und kam mit Drogen und Kleinkriminalität in Kontakt, aber auch mit der Punk-Bewegung. 1979 gründete er die Band Social Distortion. Die Band bekam 1980 einen Vertrag von Posh Boy Records und so erschienen einige Singles, die später auf dem Album Mainliner (Wreckage From The Past) zusammengefasst wurden. Zu dieser Zeit war Ness’ Drogenabhängigkeit und selbstzerstörerisches Verhalten so stark geworden, dass die Band sich fast aufgelöst hätte. Diese Phase wurde auch auf dem Video Another State of Mind, welches eine Tour der Band aufzeichnet, festgehalten.
In den Jahren 1985–1987 spielte Ness auch in der Rockband Easter, bei denen er in mehreren Musikvideos zu sehen ist.
1999 erschien das erste Soloalbum von Mike Ness mit dem Namen Cheating at Solitaire. Bereits die Musik von Social Distortion enthielt viele Einflüsse der Countrymusik, auf Cheating at Solitaire merkt man jedoch noch mehr Ness’ Vorliebe zu dieser Musik. Das zweite Soloalbum (Under the Influences) von Mike Ness ist eine Zusammenstellung von Covern bekannter Countrystücke, mit der Ness Titel vorstellt, die ihn als Mensch und musikalisch beeinflusst haben.
Im Juni 2023 machte Mike Ness öffentlich, an Mandelkrebs in einem frühen Stadium erkrankt zu sein. Im April 2024 wurde ihm der Schlüssel zur Stadt Fullerton in Kalifornien verliehen, im angloamerikanischen Raum eine Entsprechung der Ehrenbürgerwürde.
Ness ist mit Christine Marie, einem US-amerikanischen Model verheiratet. Er hat zwei Söhne, Julian (* 1992) und Johnny (* 1997).

## Diskografie
- 1999 – Cheating at Solitaire (TimeBomb Records)
- 1999 – Under the Influences (TimeBomb Records)